# Prst (pedologija)
Pŕst je geografski izraz za tla. Tla so vrhnja plast oziroma preperel del zemeljske skorje, ki vsebuje razkrojene organske snovi. Matična veda, ki proučuje fizikalne, kemijske in biotske lastnosti, rodovitnost, genezo in klasifikacijo tal, je tloslovje ali pedologija. Danes veda dobiva zaradi okoljske degradacije po onesnaženju vedno večji pomen. Prvi v svetu so začeli lastnosti tal proučevati ruski znastveniki na koncu 19. stoletja. Na nastanek in razvoj tal vplivajo pedogenetski dejavniki. Mlada veda pedogeografija proučuje prst "z geografskega vidika, tj.. kot sestavnega dela pokrajine"(F.Lovrenčak, 1994).

## Fizikalne lastnosti tal
- Tekstura tal
- Voda in zrak
- Struktura tal
- Barva tal

Pedogenetski dejavniki:
- Podnebje vpliva s količino padavin, ki izpirajo najfinejše delce in zlasti organske snovi, predvsem na rodovitnost in kompaktnost prsti. Povzročajo pa tudi kemično preperevanje kamenin (npr. raztapljanje apnenca). Medtem ko temperatura oz. temperaturna nihanja povzročajo mehansko preperevanje. Zaradi krčenja in raztezanja v kameninah nastanejo mikrorazpoke, ki se s časom in zmrzaljo in biološkim preperevanjem kamenin širijo.
- Čas; vsi našteti dejavniki imajo časovno komponento. In tem več časa je imela kamnina za preperevanje, več prsti je nastalo.
- Vode; reke, morja, jezera z erozijo odnašajo in izpirajo zemljo na izpostavljenih krajih in jo prenašajo in odlagajo na druga mesta.
- Petrografski substrat oz. geološka sestava podlage določa tip in količino mineralov v prsti.
- Relief; glede na strmino reliefa je odvisna hitrost odnašanja delcev.
- Biološki faktorji (organizmi določajo kakovost prsti ali je ta rodovitna ali ne.
- Antropogeni vplivi; človek z namakanjem, gnojenjem, izsuševanjem, kolobarjenjem lahko izboljša kakovost zemlje. Z napačnimi in nepremišljenimi dejanji pa jo pogosto tudi siromaši, onesnažuje in zastruplja.

## Horizonti in profili prsti/tal
Da iz kompaktne kamenine nastane prst, trajajo milijoni let. To postopno dolgotrajno nastajanje je ustvarilo plasti prsti z enakimi lastnostmi, ki se imenujejo HORIZONTI.
- A-horizont ali vrhnji horizont je najstarejši horizont iz najbolj finih delcev. Na vrhu ima lahko plast organskih spojin, ki se imenuje O (organski) -horizont. Pod njim je lahko v določenih primerih A-horizont precej izpran, zaradi padavin, ki delce izpirajo v B-horizont. Tak izpran A-horizont ima ime eluvialni ali E-horizont.
- B-horizont je plast, kjer prevladujejo bolj grobi delci kot v A-horizontu. Če se v B-horizontu nabirajo izprani delci iz plasti nad njim, se imenuje iluvialni ali I-horizont.
- C-horizont predstavlja matično osnovo in ima še bolj grobo sestavo od B-horizonta.

Navpični prerez skozi horizonte se imenuje profil prsti, po katerem se prst tudi klasificira. Glede na razpored horizontov obstajajo:
- Zrel profil
- Nezrel profil
- Zona prst
- Intrazona prst
- Azonalna prst

## Glavne skupine prsti/tal in njihovi tipi
Glede na pedogenetska dejavnika klimo in substrat delimo prsti v več glavnih skupin. Znotraj vsake skupine je glede na podnebje in substrat poznanih mnogo tipov prsti. Razlikujejo se po barvi, zrnatosti, zračnosti in prepustnosti. 
| Klimazonalne prsti pod gozdno vegetacijo | Klimazonalne prsti pod travnato vegetacijo | Intrazonalne prsti                |
| ---------------------------------------- | ------------------------------------------ | --------------------------------- |
| Podzol                                   | Černozjom ali stepna črnica                | Kraška rdeča prst ali terra rossa |
| Podzolne mešanice                        | Černozjom degradirani ali prerijska prst   | Rendzina                          |
| Rjave in sive prsti                      | Kostanjeva prst ali stepska rjavica        | Hidromorfne prsti                 |
| Rdeče in rumene prsti                    | tundrske prsti                             | Halomorfne prsti                  |
| Laterit                                  | Puščavske prsti                            |                                   |

Bistvena sestavine prsti so mineralne snovi, organske primesi, živi organizmi, voda, zrak, plini - zlasti kisik in dušik ter razni elementi v sledeh - natrij, fosfor, kalcij. Nekatere pomembne mineralne snovi dobi prst v obliki raztopin iz vode.

## Klasifikacija prsti/tal po FAO
Klasifikacij prsti je več, najbolj poznana je klasifikacija Organizacije za prehrano in kmetijstvo (FAO). Pri poimenovanju različnih tipov prsti so se držali poimenovanja, ki so ga uvedli ruski znanstveniki, vendar v angleškem jeziku, kot sledi:
- Acrisols, sl.-akrizol
- Andosols, sl.-andozol
- Arenosols, sl.-arenozol
- Cambisols, sl.-kambizol
- Chernozems, sl.-črnozjom
- Ferralsols, sl.-ferazol
- Fluvisols, sl.-fluvizol
- Gleysols, sl.-glejzol
- Greyzems, sl.-zelenozem
- Histosols, sl.-histozol
- Kastanozems, sl.-kostanjeva rjavica (?)
- Lithosols, sl.-litozol
- Luvisols, sl.-luvizol
- Nitosols, sl.-nitozol
- Phaeozems, sl.-faeozem
- Planosols, sl.-planozol
- Podzols, sl.-podzol
- Podzoluvisols, sl.-podzolovizol
- Rankers, sl,-ranker
- Regosols, sl.-regozol
- Rendzinas, sl,-rendzina
- Solonchaks, sl.-solončak
- Solonetz, sl.-solonec
- Vertisols, sl.-vertizol
- Yermosols. sl.-jermozol

Vsak od teh tipov prsti pa ima lahko še vrsto podtipov lokalnega značaja. Ta klasifikacija je omogočila izdelavo svetovnega zemljevida razširjenosti prsti.

## Klasifikacija po fizikalnih lastnostih prsti/tal
Precej drugačna pa je klasifikacija, ki jo je izdelal profesor Arthur Casagrande s harvardske univerze v ZDA med drugo svetovno vojno. Vse prsti deli na tri skupine:
- Grobo zrnato prst
- Drobno zrnato prst
- Visokoorgansko prst

Naprej označi različna svojstva za vsako od teh vrst s črkovnimi oznakami, katere so opisale specifična svojstva vsake od teh prsti, vendar zgolj fizikalna svojstva. Delo je precej obsežno, podprto s številnimi tabelami in grafi, gre skratka za Military Soils Engineering.
V praksi pa se v kmetijstvu še vedno uporablja starodavno metoda ocenjevanja fizikalnih lastnosti prsti po izgledu, barvi, vonju, otipu, okusu in organizmih, ki v njej prebivajo.

## Klasifikacija prsti glede na teksturo
Tekstura prsti v veliki meri določa tudi njene kvalitete. Štirje elementi prsti odločilno vplivajo na teksturo, to so; glina (je drobnozrnata do velikosti <0,002 mm), melj (je debeline zrn od 0,002 do 0,02 mm), droben pesek debeline zrn od 0,02 do 0,2 mm) in debel pesek debeline zrn od 0,2 do 2 mm. Med glino in debelim peskom je po mednarodnem klasifikacijskem trikotnem grafikonu za teksturo razvrščeno 11 tipov prsti in sicer:
- - glina - s simbolom (G),
  - ilovnata glina - s simbolom (IG),
  - peščena glina - s simbolom (PG),
  - meljasta glina - s simbolom (MG),
  - meljasta glinasta ilovica - s simbolom (MGI),
  - glinasta ilovica - s simbolom (GI),
  - peščena glinasta ilovica - s simbolom (PGI),
  - meljasta ilovica - s simbolom (MI),
  - peščena ilovica - s simbolom (PI),
  - pesek - s simbolom (P),
  - ilovica - s simbolom (I),
  - peščena ilovica - s simbolom (PI),

(poglej trikotni grafikon št.:1)

## Znameniti pedologi
- V.V. Dokučajev - Sankt Petersburg
- N.M. Sibircev - Moskva
- E. Ramann - Berlin
- K.A. Glinka - Moskva
- A. Sigmond - London
- V.R. Volobajev
- F.C. Marbut - Washington

### Pedologi v nekdanji Jugoslaviji
- A. Stebut - Beograd
- M. Gračanin - Zagreb

### Slovenski pedologi
- Bogdan Vovk
- Albin Stritar
- Franc Lovrenčak
- Franc Lobnik
- Tomaž Prus
- Marko Zupan
- Marjan Šporar
- Jani Rupreht
- Borut Vrščaj
- Helena Grčman
- Marjetka Suhadolc
- Blaž Repe
- Tomaž Kralj
- Rok Turniški